# しもほうや保育園
しもほうや保育園（しもほうやほいくえん）は、東京都西東京市下保谷にある私立の保育所である。設置当初は旧保谷市による公立の保育所だったが、2009年に西東京市より市内の柳橋保育園を運営する社会福祉法人至誠学舎東京に民間委託され、2021年には園舎などの建物も至誠学舎東京東京に売却され民設民営化された。
受入年齢は0歳児（産休明け）より小学校入学前まで。入所定員数114名。

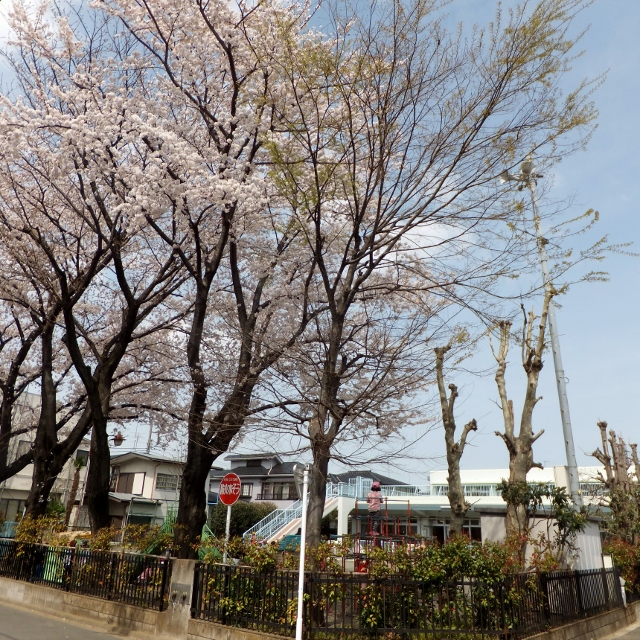
園庭側より（2014年4月）

## 沿革
- 1977年5月1日設立
- 2009年4月1日民間委託（受託者至誠学舎東京）
- 2021年4月1日民設民営化[3][4]

## 特色
- 食育に力を入れている。[5][6]
  - 給食の食材は「国産であること」にこだわり、無化学肥料・無農薬・低農薬のものを使用している。
    - 特に野菜は地元の農家が生産した旬の物を使用している。

  - 化学調味料は使用せず、だしや海藻類などを使用した和食中心の献立を提供している。
- 感性を育む保育のために「わらべうた」「造形」「戸外遊び」を取り入れている。[2][6]
  - 岩手県遠野市に伝わるわらべうたを用いた子育て方法を取り入れており、目を合わせて歌うことで子どもと大人の信頼感を育てている。
    - わらべ歌の講師による一般向けの子育て講演会も行っている。[7]

  - 戸外遊びや散歩に積極的に実施し、0歳児から土に触れる機会を設け、健康な体と豊かな感性を育んでいる。
  - 机上での構成遊び、朝マラソンや野菜の栽培・収穫など、様々な取り組みを実践している。
- 自然に恵まれた環境にある。[6]
  - 福泉寺通りを挟んで斜向いには下保谷森林公園がある。また、近隣には他にもあらやしき公園や保谷北町緑地保全地域など公園や緑地が多い。
  - 、園庭には樹木を多く植えているが、特に桜は素晴らしい。[5]
- 老人ホーム訪問やこどもの発達センターとの交流を行っている[2]。
- ダイヤモンドQ 創刊準備１号の「東京ベスト保育園594」で99位にランクされた。[8]

## 保育時間
- 7時〜20時

## 休園日
- 日曜日・祝日
- 12月29日-翌年1月3日

## 実施保育
出典
- 0歳児保育（産休明けより受け入れ）
- 延長保育（18:15-20:00）
- 一時保育（1日6名、8:30-17:00）
- 緊急一時保育
- 障害児保育

## 年間行事
出典
- 4月：進級、入園、開園記念日
- 5月：遠足（3、4、5歳）
- 6月：じゃがいも掘り
- 7月：プール、七夕、夏祭り
- 8月：プール
- 9月：秋のつどい（敬老の会）、遠足（3、4歳）
- 10月：あそぼう会（運動会）、山登り（5歳）
- 11月：さつまいも掘り、やきいも会
- 12月：おもちつき、クリスマス会
- 1月：新年のつどい（柳橋保育園にて）
- 2月：節分、お楽しみ会
- 3月：お別れ会、卒園を祝う会、卒園遠足（5歳）
- その他：試食会（年2回）、誕生会（毎月）

## 所在地
- 〒202-0004 東京都西東京市下保谷3丁目8番15号

## 交通アクセス
- 西武池袋線保谷駅より徒歩9分